# Panajotis Danglis
Panajotis Danglis (gr. Παναγιώτης Δαγκλής; ur. 1853 w Agrinio, zm. 1924 w Atenach) – grecki wojskowy, generał Armii Helleńskiej, weteran I wojny światowej, polityk. Słynie głównie z wynalezienia armaty górskiej 76 mm wz. 1909, służby jako szefa sztabu podczas wojen bałkańskich i udziału w Triumwiracie Tymczasowego Rządu Obrony Narodowej podczas I wojny światowej.